# Kurošicudži
Kurošicudži (japonsky 黒執事; anglicky Black Butler) je japonská manga, kterou píše a kreslí Jana Toboso. Je vydávána od září 2006 v časopisu Gekkan GFantasy společnosti Square Enix. Manga sleduje příběh mladého chlapce Ciela, který se stal hlavou rodinné společnosti. Ta slouží anglické královně jako Královniny hlídací psi. Je pověřen vyšetřováním několika případů londýnského podsvětí. Aby případy vyřešil a našel ty, kteří mučili a zavraždili jeho rodiče, tak upíše svou duši démonovi. Démon Sebastian mu v roli vrchního sluhy slouží.
24dílná adaptace ve formě animovaného televizního seriálu byla vysílána od října 2008 do března 2009. Za její produkcí stojí studio A-1 Pictures. Druhá řada je složena z 12 epizod a měla premiéru v červenci 2010. Objevily se v ní dvě nové postavy, Alois Trancy a Claude Faustus, a její příběh nevychází z mangy. Třetí řada, jejíž název zní Kurošicudži: Book of Circus, byla premiérově vysílána od července do září 2014. Dvoudílná OVA adaptace s názvem Kurošicudži: Book of Murder byla v japonských kinech uvedena v říjnu a listopadu 2014. Hraný film byl v Japonsku uveden v lednu 2014. Animovaný film Kurošicudži: Book of the Atlantic měl v Japonsku premiéru v lednu 2017.
K červenci 2019 bylo celosvětově prodáno přes 28 milionů kopií mangy.

## Příběh
Dostáváme se do Anglie za vlády královny Viktorie, tj. do konce 19. století. Hlavní postavou je dvanáctiletý Ciel, kterému při požáru zemřou rodiče (Cielovi tehdy bylo 10 let). Ciel je jediným právoplatným dědicem rodinné společnosti, jenže je to ještě dítě a pokud chce udržet společnost, musí mít při sobě někoho velice schopného. Ciel udělá něco, co by asi žádné dítě v životě nenapadlo – upíše svou duši démonovi. Démon – Sebastian – se stane vrchním sluhou mladého hraběte a pečlivě se stará o jeho záležitosti. Jenže Ciel nechce jen udržet rodinný podnik, ale chce se také pomstít lidem, kteří mu vzali vše, co kdy miloval, a zároveň chce sloužit královně a zničit vše, co je jí trnem v oku. Ciel postupně odhaluje celou pravdu o smrti svých rodičů a také nezapomíná na to, že se pomalu blíží den, kdy Ciel naplní smlouvu, kterou uzavřel se Sebastianem.
Zatímco v první řadě se celý příběh točil kolem třináctiletého Ciela, v druhé řadě na scénu nastupuje další hrabě. Konkrétně Alois Trancy a jeho věrný pavoučí komorník Claude Faustus. Když byl Alois menší, přičiněním démona mu zemřel mladší bratr, kterého nadevše miloval. Krátce potom se dostal do rukou hraběte Trancyho, který si liboval v mladých chlapcích. V Aloisi stále narůstala zlost, odpor a nenávist jak k straci, tak k vrahu jeho bratra. Právě proto se uchýlil k zavolání pavoučího démona Claudeho a sepsáním smlouvy. Alois se prohlásil za syna hraběte Trancyho, který „nešťastně“ zemřel, a tedy i za dědice celého jeho majetku. A zahájil svou pomstu vůči Sebastianovi. Věřil totiž, že on je viníkem celého jeho neštěstí. Rozhodl se, že mu vezme jeho nejcennější věc, tedy Ciela, který se probouzí opět k životu, ale bez svých vzpomínek. Začíná souboj mezi Cielem a Aloisem a hlavně mezi Sebastianem a Claudem, který si začíná uvědomovat, že duše Ciela je mnohem chutnější než duše Aloise.

## Postavy
- Sebastian Michaelis (japonsky セバスチャン・ミカエリス, Sebastian Mikaerisu)

Dabing: Daisuke Ono
Cielův komorník a démon, kterému Ciel upsal svoji duši. Ciela nejdříve vidí jen jako jídlo, ale později ho začne mít rád a všímat si že Ciel není jen obyčejná duše, kterou by se mohl nakrmit a proto je rozhodnut vzít si jeho duši. Sebastian Ciela oslovuje jako Bot-chan (neboli v překladu Mladý pán). Je velmi zručný ve všech oborech, od vaření, starání se o dům, tak boji s potenciálními nepřáteli.
- Ciel Phantomhive (japonsky シエル・ファントムハイヴ, Šieru Fantomuhaivu)

Dabing: Sakamoto Maaja
Dvanáctiletý šlechtic (později třináctiletý), který přišel o oba rodiče. Aby nalezl jejich vraha, uzavřel smlouvu s démonem. Ten mu musí do doby, než dosáhne pomsty svých rodičů, věrně sloužit. Poté mu Ciel dá svoji duši. Slouží věrně anglické královně jako Královnin hlídací pes a strážce podsvětí.